# Okienkowanie
Okienkowanie (ang. windowing) – termin z dziedziny grafiki komputerowej określający działanie polegające na prezentacji wycinka dwu- lub trójwymiarowych danych wektorowych w dowolnej skali. Przykładem okienkowania jest prezentacja map drogowych, gdy widzimy jedynie drobny fragment mapy świata; a ponadto, zależnie od skali, pokazywane jest więcej lub mniej szczegółów. Programy komputerowe używające okienkowania pozwalają w interakcyjny sposób określać interesujący użytkownika obszar oraz powiększenie.
Okienkowanie jest nieodzowne w zastosowaniach CAD, CAM, DTP, wizualizacji danych trójwymiarowych lub dwuwymiarowych (np. wspomnianych map drogowych). Jest wykorzystywane także w programach graficznych oraz stanowi część graficznego interfejsu użytkownika wielu programów (np. w przeglądarkach internetowych widoczny jest tylko fragment strony). 
Okienkowanie wymaga stosowania specjalnych algorytmów i struktur danych pozwalających efektywnie realizować następujące działania:
1. Określenia widoczności – stwierdzenie, które obiekty są w całości widoczne, bądź niewidoczne w danym widoku; jest to bardzo istotne ze względu na szybkość rysowania, gdy cały obraz składa się z dużej liczby elementów (np. jest to projekt statku, samolotu, obwodu drukowanego czy układu scalonego VLSI). Obiekty w całości niewidoczne w ogóle nie są przetwarzane, zaś w całości widoczne mogą zostać wyświetlone bez obcinania. Dopiero obiekty częściowo niewidoczne wymagają obcinania.
2. Obcinanie – znajdowanie części wspólnej okna (zwykle prostokąta) i rysowanego elementu obrazu (odcinka, wielokąta, okręgu, krzywej itp.). Niekiedy ten krok nie jest realizowany wprost przez oprogramowanie użytkowe, lecz zostaje wykonany automatycznie na poziomie bibliotek interfejsu graficznego systemu operacyjnego (np. podsystem graficzny MS Windows czy X Window obcina rysowane obiekty dwuwymiarowe), podobnie powszechnie stosowane biblioteki do tworzenia grafiki trójwymiarowej, jak Direct3D lub OpenGL, obcinają siatki wielokątów w przestrzeni 3D.

Dodatkowo przy okienkowaniu można brać pod uwagę stopień powiększenia obrazu i małe obiekty rysować uproszczonymi, szybkimi metodami lub nie rysować ich wcale.
Struktury danych pomocne w realizacji okienkowania:
- drzewo czwórkowe (dane 2D),
- drzewo ósemkowe (dane 3D),
- drzewo kd,
- drzewo BSP.